# Phare de Peenemünde
Le phare de Peenemünde (en allemand : Leuchtturm Greifswalder Oie) est un phare actif situé sur un îlot artificiel à l'embouchure du Peenestrom dans l'Arrondissement de Poméranie-Occidentale-Greifswald (Mecklembourg-Poméranie-Occidentale), en Allemagne.
Il est géré par la WSV de Stralsund .

## Histoire
Le phare de Peenemünde, mis en service en 1954, se dresse sur une île artificielle en béton et pierre, dans l'embouchure du bras de mer Peenestrom séparant l'île d'Usedom du continent, près de l'île de Rügen. Il marque l'entrée sécurisée entre les hauts-fonds menant à Wolgast, le port et chantier naval de Peenemünde et vers la lagune de Szczecin. A la base de la tour se trouve une plate-forme d'amarrage pour les bateaux d'ingénierie de service. La tour a été entièrement rénovée en 2013.

## Description
Le phare , est une tour cylindrique en béton de 11 m de haut, avec une galerie et une lanterne, montée sur une base en béton. La tour est peinte en rouge avec une bande blanche au-dessus de la base et le toit de la lanterne est blanche. Son feu à occultations émet, à une hauteur focale de 12 m, un éclat blanc, rouge et vert d'une seconde, selon divers secteurs, par période de 6 secondes. Sa portée est de 9 milles nautiques (environ 17 km) pour le feu blanc, 6 milles nautiques (environ 11 km) pour le rouge et 5 milles nautiques (environ 9 km) pour le feu vert.
Ce phare porte deux feux directionnels, l’un orienté nord-nord-ouest et l’autre ouest-nord-ouest.
Identifiant : ARLHS : FED-189 - Amirauté : C2659 - NGA : 5968 .

## Caractéristiques dufeu maritime
Fréquence : 6 secondes (WRG)
- Lumière : 1 seconde
- Obscurité : 5 secondes

|            |
| Peenestrom |

|          |
| Le phare |

### Lien connexe
- Liste des phares en Allemagne